# Hymenaster koehleri
Hymenaster koehleri is een zeester uit de familie Pterasteridae.
De wetenschappelijke naam van de soort werd in 1910 gepubliceerd door Walter Kenrick Fisher.